# 维新镇 (岷县)
维新镇，是中华人民共和国甘肃省定西市岷县下辖的一个乡镇级行政单位。
2017年，甘肃省民政厅批复同意撤销维新乡，设立维新镇。

## 行政区划
维新镇下辖以下地区：
回沟村、西沟村、李子村、艽菜村、塔山村、卢家山村、扎哈村、卓坪村、马莲滩村、柳林村、元山村、坪上村、池滩村、大花门村、堡子村、下中寨村、武旗村、明泉村、兹那村、周家村和纳子村。